# Jens Brenke
Jens Brenke (* 19. September 1924 in Minden oder * 1935; † 16. Juni 1988 in Hannover) war ein deutscher Kabarettist.

## Leben
Brenke war der Pächter der Hannoveraner Bar Jenseits, in der er von 1960 bis 1980 eigene literarisch-musikalische Kabarettprogramme aus Texten bekannter Autoren aufführte, die auf Schallplatten veröffentlicht wurden. Er hatte gemeinsame Programme mit Belina und Die drei Travellers. Fritz Graßhoff nannte Brenke einmal den „wohl besten Entertainer Deutschlands“.
Viele der aufgenommenen Stücke erschienen auf Kompilationen wie „Bitte, Machen Sie Sich Frei! ... So Frei Wie Noch Nie! – Sex, Jux, Musik Und Spiele Für Erwachsene“ oder „Die Große Freiheit – Songs-Szenen-Pornoflagen Aus St. Pauli“.

## Diskographie

### LPs
- 1962: Nachtlokal frei Haus (Live aus dem Jenseits) (als Jens & Erich (Bötcher)); Electrola Extra Stereo E 83 426
- 1964: Die Mitternachtsplatte (Live aus dem Jenseits) (als Jens & Erich (Bötcher)); Electrola Extra Stereo E 83 553
- 1966: Wenn die Jidden lachen (als Belina & Jens Brenke mit Wolfgang Keller, Hammondorgel);  Electrola SME 74 137
- 196?: Geschlossene Gesellschaft (als Jens Brenke & Inge Brandenburg); Electrola SME 82 905
- 196?: Ran an die Damen (als Jens Brenke & Die Travellers & Wolfgang Keller, Hammondorgel); Electrola SMP 82 912
- 196?: Heute Nacht im Nachtlokal; EMI Columbia 1 C 062-28 408
- 196?: Unter uns Pastorentöchtern (als Jens Brenke & Robert T. Odeman)  EMI Columbia 1 C 062-28 860
- 1971: Im Tingeltangel tut sich was; diverse Interpreten; (als Jens & Erich); Deutscher Schallplattenclub Stereo H 025
- 1974: Aus dem hannoverschen Jenseits. Neue Kellersongs, Witze und Reime mit Jens Brenke (LP). L&P-Ton 666456
- 1977: Über die 7 Meere. Windjammer-Reise. Hans-Joachim Kulenkampff präsentiert eine musikalische Weltumseglung. Hörzu-Langspielplatte, Hamburg 1977
- 1980: Mitternachts-Spritzen – Spritzige Lieder, Chansons, jiddische Witze und literarische Frechheiten Doppel-LP; Texte von Käster, Tucholsky, Busch und Odeman; Leuenhagen & Paris L&P-Ton F667016/17

### Singles
- 1971: Keine Zeit/Ferien von der Liebe; BASF 05 11235-1
- 1974: Wenn ich einmal reich wär/Heimkehr nach Hannover; L&P-Ton 0 105 520; präsentiert von der Stadtsparkasse Hannover zum 50. Weltspartag (= Die Hannover Platte mit der Georgia Street Jazz Band)